# Palazzo Ginori-Conti
Palazzo Ginori-Conti si trova a Firenze in via Cavour, 13.

## Storia e descrizione
Lungo questo lato della strada erano allineate, nel primo Rinascimento, varie case appartenenti ai Medici, che proprio più avanti, oltre l'antico vicolo del Traditore, possedevano il palazzo principale di famiglia.
Verso la metà del Settecento divenne di proprietà dei conti Ughi, che lo ricostruirono. Ad essi appartiene lo stemma sulla facciata; in seguito venne ristrutturato da Telemaco Bonaiuti nel XIX secolo. Una lapide sulla facciata ricorda il soggiorno di Gioachino Rossini, che per un certo periodo fu proprietario dell'edificio.
Dal 1926 vi si trova un albergo, che all'epoca fu il primo a Firenze "con acqua calda e fredda in tutte le stanze".